# نیشور
نیشور (به صربی: Nišor) یک منطقهٔ مسکونی در صربستان است که در پیروت واقع شده‌است. نیشور ۱۶۲ نفر جمعیت دارد.